# Cloé du Trèfle
Cloé du Trèfle ou Cloé (née Cloé Defossez en 1977) est une auteur-compositeur-interprète belge. Multi-instrumentiste, elle utilise piano, bruitages, voix, guitare électrique, claviers analogiques, samples dans des compositions entre électro-pop et motifs symphoniques qui échappent à toutes classifications,.

## Biographie
Cloé du Trèfle étudie l'électroacoustique au Conservatoire royal de Mons, entre 2009 et 2012.
Ses études secondaires terminées, elle part étudier sept mois aux États-Unis, puis participe à un projet social en Asie. De retour en Belgique, elle commence des études de journalisme à l’IHECS. On lui propose de jouer ses compositions à l’Ihecstival et crée pour l'occasion le groupe Clover’s Cloé dans lequel elle chante en anglais. Elle sort trois disques avec ce groupe et joue plusieurs fois au Festival de Dour, au Botanique, etc. En 2002, Cloé du Trèfle est mise au défi de chanter en français. Elle s'y lance et, après un premier album en français Sapristi et plusieurs prix en Belgique et à l’étranger, son deuxième album Microclimat reçoit le prix Coup de Cœur de l’Académie Charles-Cros en France. En 2003, Cloé du Trèfle remporte à l’unanimité le Premier Prix du Concours Musique à la française et le Prix du Botanique. Elle remporte également le prix coup de cœur du réseau belgo-français Couleur Chansons lors de la demi-finale de la Biennale de la chanson française 2002.
En 2010, elle présente son nouvel album Hasards de trajectoires. Ce disque raconte une histoire qui se passe en temps réel à travers une ville et ses transports en commun, à la poursuite de Lisa… L'album remporte l’Octave de la musique du Meilleur album de chanson française (équivalent belge des Victoires de la musique).
Cloé fait la première partie de Arthur H aux Nuits du Botanique 2003, de Benabar, de Stephan Eicher, d'Yves Simon, de Vincent Delerm… Elle est également tête d’affiche au Botanique en décembre 2004, en janvier 2007, en mai 2010 pour les Nuits du Botanique, en 2011 et en octobre 2013 à l’Orangerie du Botanique. Elle tourne aussi en Tchéquie, en Angleterre, en Irlande, en Pologne, en Allemagne, en Suisse, aux Pays-Bas, en France, en Espagne, mais aussi au Brésil, en Chine, au Vietnam, à Kinshasa ou encore au Chili. Son quatrième album, paru en 2013, D'une nuit à une autre est un road-trip articulé autour du thème de l'exil, mêlant chansons, témoignages et micros-trottoirs,. L'album reçoit un accueil positif de la presse belge (Le Soir, La Libre, Focus Vif…).
En 2017 sort son album Entre l'infime et l'infini  enregistré dans son studio avec les violoncellistes Thècle Joussaud et Céline Chappuis.
Début 2019, Cloé du Trèfle sort l’album Vertige horizontal avec le label brésilien Tratore en Amérique du Sud et Cloé du Trèfle partira en tournée en Amérique du Sud.
Cloé du Trèfle compose également des musiques de spectacles et de films, notamment pour le film Casus Belli de Anne Levy-Morelle, ou pour le réalisateur Nganji Mutiri.
Elle collabore régulièrement avec des artistes de disciplines différentes comme des poètes, des danseurs et des plasticiens tels que la musique du spectacle Depuis que tu n’as pas tiré  de Marie Darah, vainqueur des titres Belge et Européen de slam-poésie, la musique originale du long métrage de Nganji Mutiri Juwaa, ou encore l’enregistrement et la production du premier EP de l’actrice Muriel Bersy pour son projet Erzebeth.

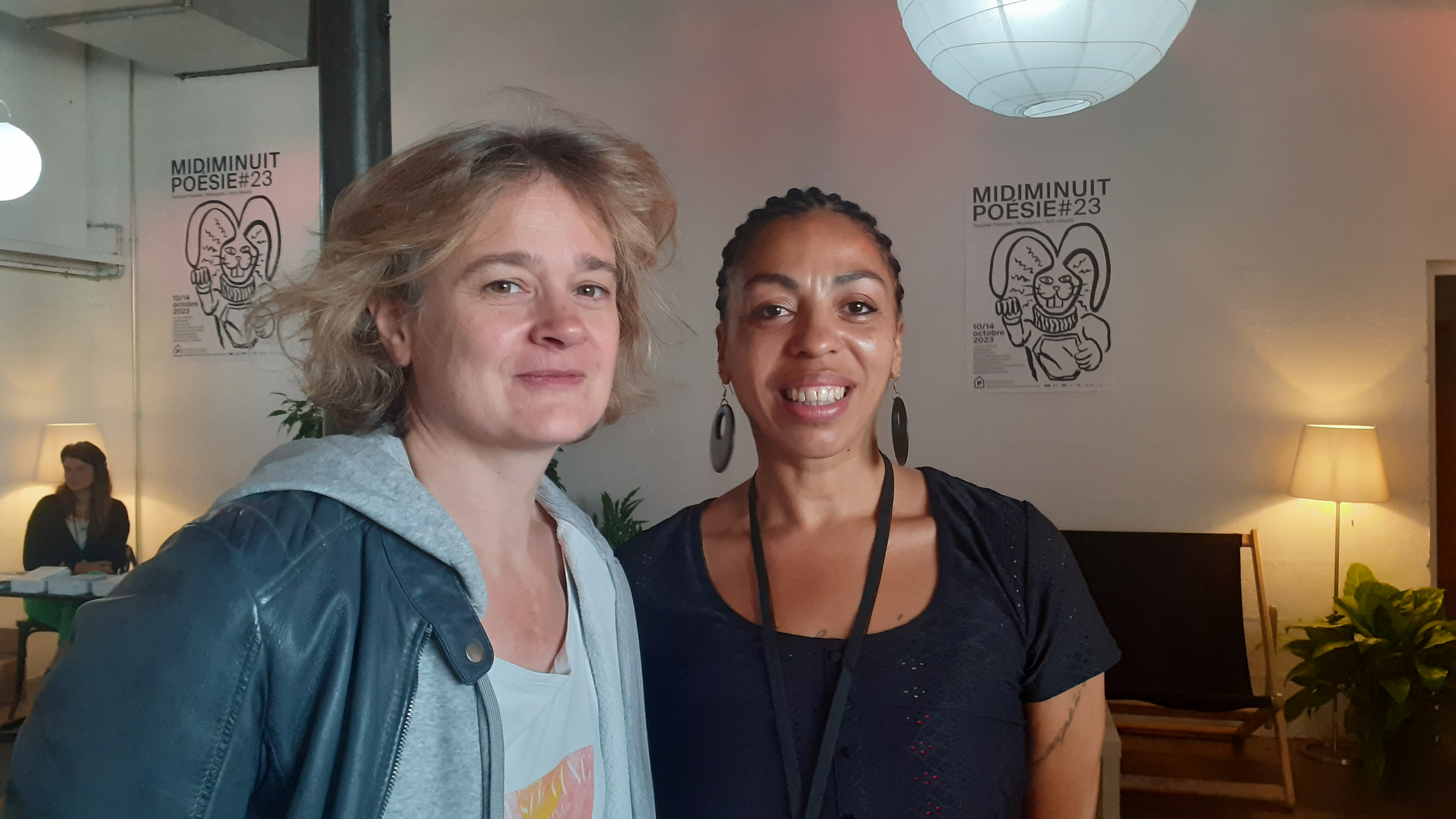
Festival MidiMinuitPoésie#23, Lieu Unique, Nantes

En 2023, elle compose avec Lisette Lombé Brûler-Danser, une performance intense entremêlant slam, danse et musique électro sur le thème de la révolte contre le patriarcat et la lente reconquête de soi,.

## Discographie
- 2002 : Tales from my Skyscraper (Clover's Cloé)
- 2004 : Sapristi
- 2007 : Microclimat
- 2010 : Hasards de trajectoires
- 2013 : D'une nuit à une autre[25]
- 2017 : Entre l'infime et l'infini
- 2019 : Vertige horizontal
- 2023 : Brûler Danser (avec Lisette Lombé) [26]
- 2025 : La lueur

## Distinctions
- 2010 : Octave de la musique du meilleur album de chanson française, Belgique, pour l'album Hasards de trajectoires
- 2008 : Prix Coup de Cœur de l’Académie Charles-Cros, France, pour l'album Microclimat